# Tobias Lawal
Tobias Okikiola Lawal (Linz, 7 juni 2000) is een Oostenrijks voetballer van Nigeriaanse afkomst die als doelman speelt. Hij maakte in de zomer van 2025 de overstap van zijn jeugdclub LASK naar de Belgische eersteklasser KRC Genk.

## Clubcarrière
Lawal begon zijn jeugdopleiding bij ASKÖ Donau Linz, waar hij in 2013 werd opgepikt door SPG FC Pasching/LASK Juniors. In oktober 2017 leende de club hem uit aan FC Wels.
 Na zijn uitleenbeurt kreeg Lawal zijn kans bij FC Juniors OÖ in de 2. Liga. 
Op 4 oktober 2020 maakte Lawal zijn officiële debuut voor LASK: op de vierde competitiespeeldag stond hij onder de lat tegen Rapid Wien (3-0-nederlaag). Later dat seizoen, op 21 februari 2021, viel hij ook in voor de competitiewedstrijd tegen Admira Wacker (1-2-winst). In het seizoen 2023/24 was Lawal de eerste doelman van LASK. De Oostenrijker begon ook het seizoen 2024/25 als eerste doelman, maar door blessureleed stond hij tijdens een aanzienlijk deel van het seizoen aan de kant.
Op 9 juli 2025 maakte de Belgische eersteklasser KRC Genk bekend dat het Lawal aangetrokken had. Lawal moet bij Genk het vertrek van eerste doelman Mike Penders opvangen die de overstap maakte naar het Engelse Chelsea FC. Hij zal bij de Belgische club de concurrentie aan moeten gaan met de ervaren Belgische doelman Hendrik Van Crombrugge voor de plek van eerste doelman.

## Interlandcarrière
Lawal debuteerde in 2018 als Oostenrijks jeugdinternational. In november 2023 riep bondscoach Ralf Rangnick hem voor het eerst op bij Oostenrijk voor de EK-kwalificatiewedstrijd tegen Estland en de vriendschappelijke interland tegen Duitsland. Lawal maakte uiteindelijk pas op 10 juni 2025 zijn interlanddebuut: in de WK-kwalificatiewedstrijd tegen San Marino (0-4-winst) liet Rangnick hem bij de rust invallen voor Patrick Pentz.
1 Van Crombrugge ·
3 Mujaid ·
6 Smets ·
7 Steuckers ·
8 Heynen  ·
9 Oh ·
11 Oyen ·
14 Sor ·
17 Hrošovský ·
18 Kayembe ·
19 Medina ·
20 Karetsas ·
21 Bangoura ·
22 Manguelle ·
24 Sattlberger ·
26 Lawal ·
27 Nkuba ·
29 Mirisola ·
30 Ayumu ·
32 Adedeji-Sternberg ·
34 Palacios ·
38 Heymans ·
44 Kongolo ·
51 Brughmans ·
71 Stevens ·
77 El Ouahdi ·
99 Tolu ·
Coach: Fink